# HLA-B22
HLA-B22 هو نمط مصلي من مستضد الكريات البيضاء البشرية-ب.